# Даніель Губер (науковець)

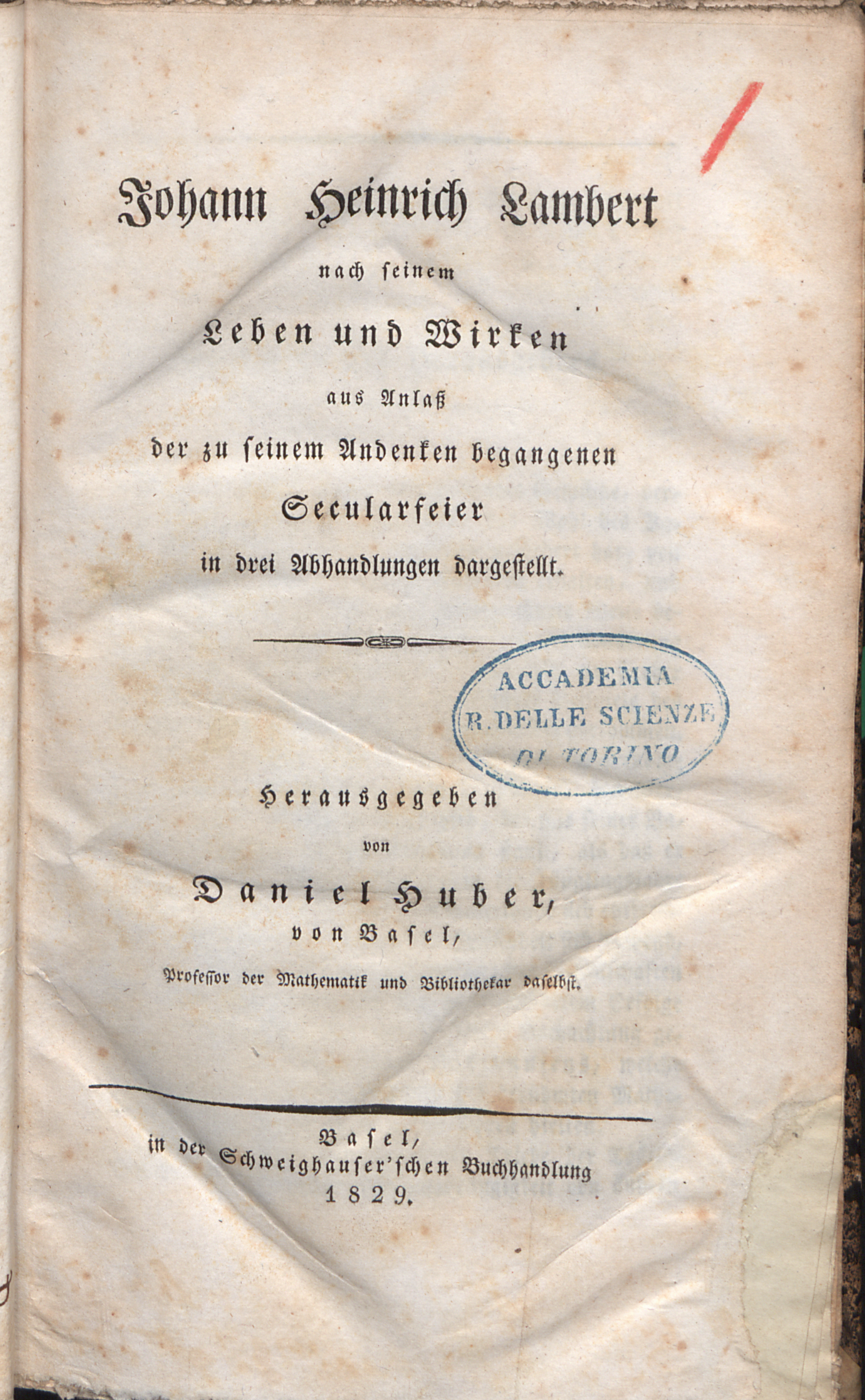
Johann Heinrich Lambert nach seinem Leben und Wirken, 1829

Даніель Губер (нім. Daniel Huber; 23 червня 1768, Базель — 3 грудня 1829, Базель) — швейцарський математик і астроном. Він працював в Базельському університеті й від 1804 року був його канцлером. Відомий тим, що створив один із найперших неперервних рядів інструментальних метеорологічних спостережень у Швейцарії.

## Кар'єра
Губер походив з шанованої базельської родини науковців — його батько Йоганн Якоб Губер був астрономом, а брат Йоганн Рудольф Губер — істориком і пастором.
Даніель вивчав класичну філологію й медицину в Базельському університеті, а 1792 року був призначений у цьому університеті професором математики. У 1802 році його призначили директором університетської бібліотеки, а в 1804 році обрали канцлером університету. Його дослідження охоплювали спостережну астрономію, включно з вивченням комет, та проблеми оптики. З 1815 року він брав участь у дослідженнях, які допомогли закласти основу для національної метеорологічної мережі. У 1817 році він заснував Базельське товариство природничих наук.

## Метеорологічні спостереження
З 1789 року до своєї смерті в 1829 році Губер вів один з найдовших і найдавніших записів інструментальних метеорологічних спостережень у Швейцарії. Спостереження розпочалися в Haus zur Eich у районі Сен-Олбан (1789—1802), а потім перемістились у Базельський собор (1802—1829). Використовуючи до десяти різних барометрів і термометрів — іноді одночасно, він виконав понад 30 888 вимірювань протягом понад 11 518 днів, з 13 показниками на день. Він був першим спостерігачем у Швейцарії, який використав для регулярних метеорологічних вимірювань термометр зі шкалою Цельсія. Його серії вимірювань перетинаються з серіями Йоганна Якоба д'Аннона (1755—1804) та Петера Меріана (1826—1863), тим самим заповнюючи критичну прогалину, що охоплює «рік без літа» (1816) та кінець Малого льодовикового періоду.

## Спадщина
Дані Губера з часом оцифровані та піддані сучасному контролю якості, що виявив внутрішню узгодженість, яка часто перевищує дані його сучасників. Велика кількість паралельних вимірювань з використанням різних інструментів забезпечує потужний інструмент для корекції систематичної помилки в кліматичних дослідженнях XVIII та XIX століть та лежить в основі зусиль щодо побудови довгострокового кліматичного ряду для Базеля.

## Роботи
- Huber, Daniel (1823). Nova theoria de parallelarum rectarum proprietatibus. Basileae: Johann Schweighauser.
- Huber, Daniel (1829). Johann Heinrich Lambert nach seinem Leben und Wirken. Basel: Johann Schweighauser.